# Andreas Bichler
Andreas Bichler (* 1983 in München) ist ein deutscher Schauspieler.

## Leben
Bichler absolvierte von 2005 bis 2009 seine Schauspielausbildung an der Hochschule für Musik und Theater in Hamburg. Während seiner Ausbildung gastierte er bereits am Deutschen Schauspielhaus (2006; in Kabale und Liebe, Regie: Charlotte Kleist), am Maxim Gorki Theater in Berlin (2008) und am Thalia Theater in Hamburg (2008–2009). Am Hamburg Thalia Theater spielte er in Sinn von Anja Hilling und in dem Monolog Die Nacht kurz vor den Wäldern von Bernard-Marie Koltès. 2008 gastierte er, als Diener Fabian in Was ihr wollt, erstmals am Theater Heidelberg. Er arbeitete in dieser Zeit u. a. mit den Regisseuren Sebastian Schug, Martin Laberenz und Hartmut Wickert sowie der Regisseurin Hanna Müller zusammen.
Von 2009 bis 2011 war er als festes Ensemblemitglied am Düsseldorfer Schauspielhaus engagiert, wo er in Inszenierungen der Regisseurinnen Tina Lanik, Amelie Niermeyer und Kerstin Krug auftrat. Mit dem Ensemble des Düsseldorfer Schauspielhaus gastierte er 2011 auch am Habimah-Nationaltheater in Tel-Aviv. Seit 2011 arbeitet er als freier Schauspieler.
2012 gastierte er erneut am Theater Heidelberg, diesmal in Jim Knopf und Lukas der Lokomotivführer. 2014 trat er mit einer szenischen Lesung von Indien beim Kultur- und Theaterdinner im Kontorhaus Brandshof in Hamburg auf. 2016 spielte er als Gast wieder am Theater Heidelberg und am Theater Freiburg.
Bichler übernahm auch einige Kino- und Fernsehrollen. Die männliche Hauptrolle hatte er in Klaus Lemkes Liebesfilm Berlin für Helden (2012). In dem Ensemblefilm Antons Fest, der 2013 seine Premiere beim Montréal World Film Festival hatte, spielte er den jungen Max Eder, der gemeinsam mit Familienangehörigen und engen Freunden auf einem abgelegenen Gehöft zusammenkommt, um den 30. Geburtstag des Titelhelden zu feiern.
Episodenrollen hatte er in den Fernsehserien SOKO München (2014; als tatverdächtiger Bruder des Mordopfers) und München 7 (2015). Im März 2017 war er in der Serie In aller Freundschaft – Die jungen Ärzte in einer Episodenhauptrolle zu sehen; er spielte den Baumpfleger Jonas Sommer, der an der Papageienkrankheit leidet. In der 18. Staffel der ZDF-Serie Die Chefin (Erstausstrahlung ab September 2018) übernahm Bichler eine Episodennebenrolle als Martin Kreutzer, der Ehemann einer „toughen“ Vertrieblerin. In der ZDF-Serie SOKO München war Bichler in der 35. Staffel (2020) in einer weiteren Episodenrolle als tatverdächtiger Anlageberater und Zeuge Lutz Körten zu sehen. In der 23. Staffel der ZDF-Krimiserie Die Rosenheim-Cops (2024) hatte er eine Episodenrolle als tatverdächtiger Paketbote Jan Knauer.
Zu Bichlers Interessen gehören Mode und Kleidung. Er lebt in Berlin.

## Filmografie (Auswahl)
- 2012: Offroad (Kinofilm)
- 2012: Berlin für Helden (Kinofilm)
- 2013: Antons Fest (Kinofilm)
- 2014: SOKO München (Fernsehserie; Folge: Tanz auf dem Vulkan)
- 2015: München 7 (Fernsehserie; Folge: Muttertag)
- 2017: In aller Freundschaft – Die jungen Ärzte (Fernsehserie; Folge: Erwartungen)
- 2018: Die Chefin (Fernsehserie; Folge: Der Atem des Teufels)
- 2020: SOKO München (Fernsehserie; Folge: Auf der Hut)
- 2021: Wir Kinder vom Bahnhof Zoo (Fernsehserie, eine Folge)
- 2023: Blood & Gold (Kinofilm)
- 2024: Die Rosenheim-Cops (Fernsehserie; Folge: Da haben sie den Salat)